# Petalii

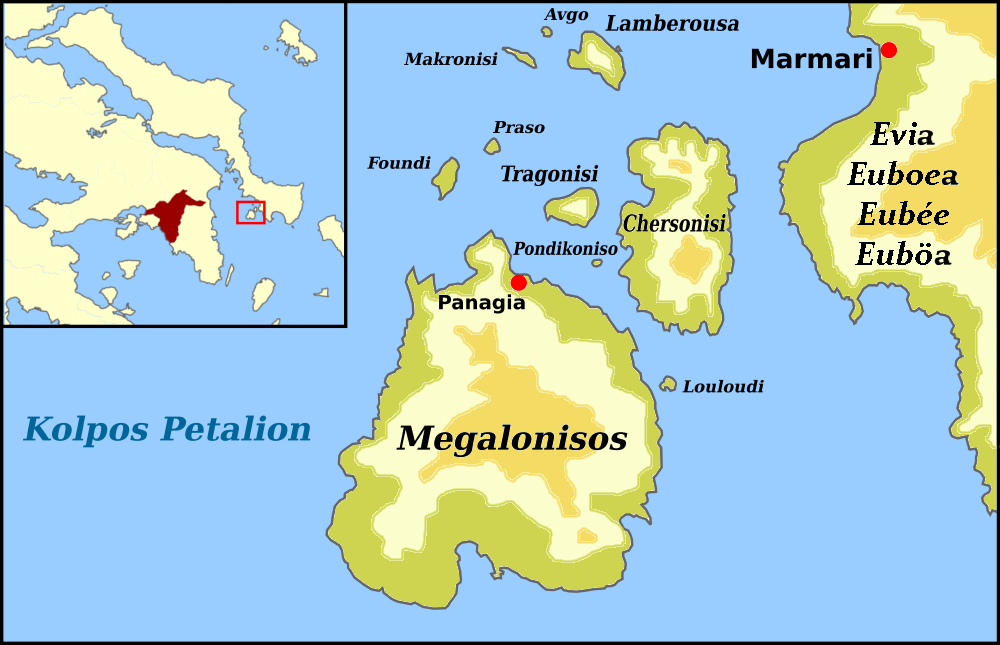
Lage der Inseln

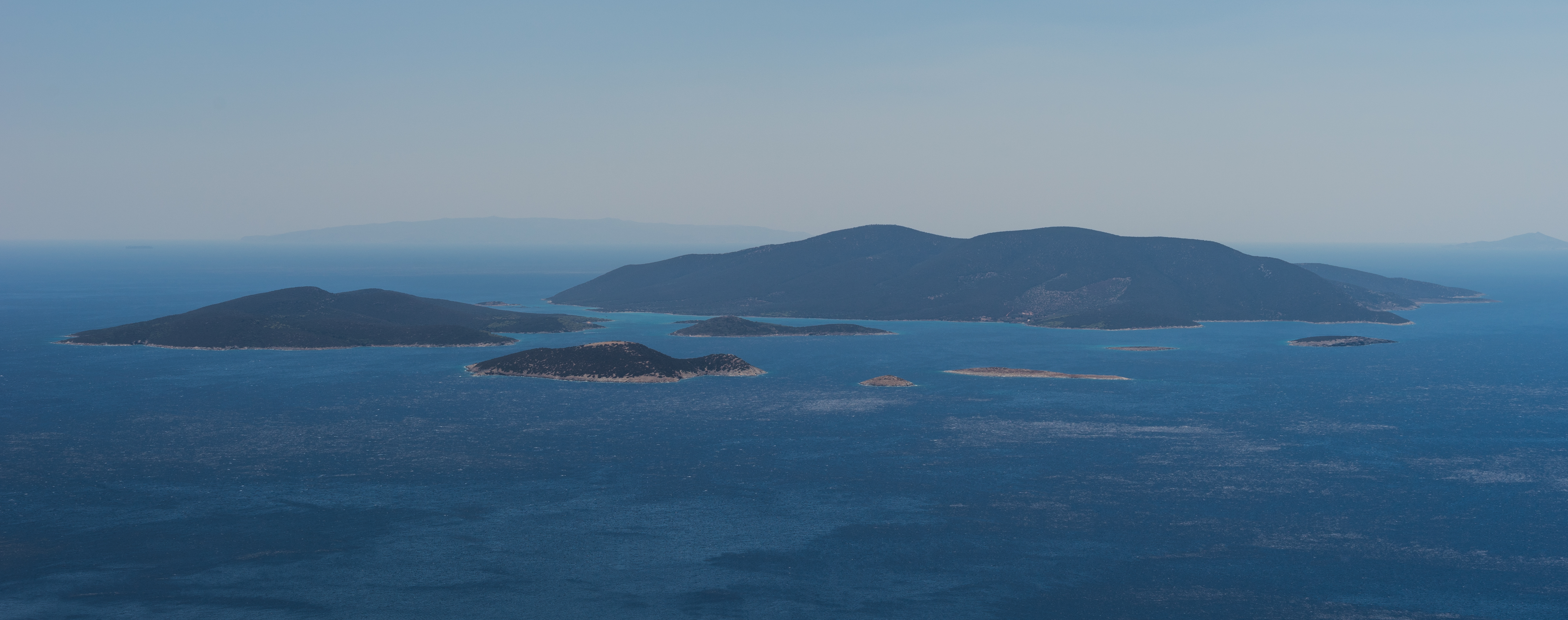
Petalische Inselgruppe

Die Petalii (griechisch Πεταλιοί (m. pl.), auch Petali, Petalische Inselgruppe, lat. Petaliae) sind eine Inselgruppe von zehn kleinen Inseln vor der westlichen Küste Euböas, rund 17 km von der Ostküste Attikas entfernt.
Die Inseln gehören zum Gebiet der Gemeinde Karystos und liegen im Golf der Petalii (gr. Kolpos Petalion Κόλπος Πεταλιών), einem Nebenmeer der Ägäis. Die drei größeren Inseln sind teilweise bewaldet und landwirtschaftlich bebaut, bei den kleineren Inseln handelt es sich um Felsen mit allenfalls spärlichem Pflanzenbewuchs. Die Küsten der felsigen Inseln sind stark gegliedert und bieten wenig natürliche Anlegemöglichkeiten für Boote.
Neben der lateinischen Erwähnung bei Plinius dem Älteren finden die Inseln Erwähnung auf einer Inschrift des 6. Jahrhunderts v. Chr. aus Eretria, der zufolge Seeleuten, die sich über die Inselgruppe hinausbewegten, ein öffentlich zu leistender Lohn zustehen sollte, was darauf hinweist, dass die Inseln die Grenze des als zu Eretria gehörig empfundenen ‚heimatlichen‘ Seeterritoriums markierten.
Zur Zeit der Osmanischen Reiches diente Chersonisi dem Paşa von Karystos als Aufenthaltsort für dessen Harem; nach der griechischen Unabhängigkeit waren die Inseln im Besitz der russischen Zarenfamilie. Mit der Mitgift der russischen Großfürstin Olga gelangten sie bei ihrer Hochzeit mit dem griechischen König Georg I. in dessen Besitz und dienten nach 1867 der Königsfamilie als Sommeraufenthalt. Georg ließ auf Chersonisi eine Villa erbauen und Wein und Oliven auf den Inseln anpflanzen. Die Bevölkerung bestand damals aus einigen Fischerfamilien.
Megalonisos ist mit gut 17 km² die siebzigstgrößte griechische Insel, nach der russischstämmigen Königin Olga soll sie auch den Namen Rosa getragen haben. Zwei kleine Buchten mit Sandstränden tragen die Namen Megali Rosa (Μεγάλη Ρώσα) und Mikri Rosa (Μικρή Ρώσα). Auf Megalonisos wurde 1912 eine Siedlung namens Petali offiziell registriert, die 1940 in Meglonisos Petalion umbenannt wurde. Sie wurde 1951 noch mit einer Einwohnerzahl von 65 geführt, die in den kommenden Jahrzehnten kontinuierlich abnahm, 1991 galt sie als unbewohnt. 2001 erhielt sie den Siedlungsnamen Panagia, und es wurden wieder 51 Einwohner gezählt. Ebenfalls ab 1940 wurden die Siedlungen Chersonisi und Tragonisi offiziell geführt, in ersterer wurden zuletzt 1991 vier Einwohner gezählt, auf letzterer ein Einwohner. Diese drei größeren Inseln sind heute in Privatbesitz und werden für Ferienaufenthalte genutzt, die nahegelegenen Hotels auf Euböa unternehmen außerdem Bootsfahrten zu den Inseln.
Die Insel Foundi beherbergte ab dem Jahr 1913 den ersten automatischen AGA-Leuchtturm Griechenlands, dessen rötliches Licht rund 9 Seemeilen weit strahlte.

## Die einzelnen Inseln
| Name(n)                                    | Name(n) griechisch                         | Fläche     | höchste Erh. | Lage                         | Bild |
| ------------------------------------------ | ------------------------------------------ | ---------- | ------------ | ---------------------------- | ---- |
| Makronisi (Makry)                          | Μακρονήσι (Μακρύ)                          |            |              | 38° 2′ 47″ N, 24° 15′ 45″ O  |      |
| Avgo (Strongylo)                           | Αυγό (Στογγυλό)                            |            |              | 38° 3′ 0″ N, 24° 15′ 59″ O   |      |
| Lamberousa (Lemberousa)                    | Λαμπερούσα (Λεμπερούσα)                    | 00,332 km² |              | 38° 2′ 46″ N, 24° 16′ 30″ O  |      |
| Foundi (Foundas)                           | Φούντι (Φούντας)                           | 00,128 km² |              | 38° 1′ 52″ N, 24° 14′ 58″ O  |      |
| Praso (Platonisi, Platourada)              | Πράσο (Πλατονήσι, Πλατουράδα)              |            |              | 38° 2′ 6″ N, 24° 15′ 25″ O   |      |
| Tragonisi (Tragos)                         | Τραγονήσι (Τράγος)                         | 00,268 km² |              | 38° 1′ 37″ N, 24° 16′ 13″ O  |      |
| Chersonisi (Mikro Petali, Xero)            | Χερσονήσι (Μικρό Πετάλι, Ξέρο)             | 03,833 km² | 186          | 38° 1′ 26″ N, 24° 17′ 18″ O  |      |
| Pondikoniso                                | Ποντικόνησο                                |            |              | 38° 1′ 11″ N, 24° 16′ 27″ O  |      |
| Megalonisos Petalion (Megalo Petali, Rosa) | Μεγαλόνησος Πεταλιών (Μεγάλο Πετάλι, Ρώσα) | 17,2 km²   | 370          | 37° 59′ 52″ N, 24° 15′ 31″ O |      |
| Louloudi (Loulouda)                        | Λουλούδι (Λουλούδα)                        |            |              | 38° 0′ 14″ N, 24° 17′ 9″ O   |      |